# Head South
Head South è un film del 2024 diretto da Jonathan Ogilvie.

## Trama
Nel 1979 il giovane Angus scopre la scena musicale post-punk di Christchurch, in Nuova Zelanda; suo fratello Rory è a Londra e sua madre ha abbandonato la famiglia lasciandolo solo con il padre Gordon. Frequenta un negozio di dischi dove, mentendo, dice di suonare il basso e di fare parte di un gruppo musicale. gli viene allora proposto di suonare come band di supporto di un gruppo emergente locale, i The Cursed, un gruppo che finge di suonare brani propri ma in realtà sono cover di brani inglesi sconosciuti. Riesce a fondare una band musicale con una ragazza che lavora in una farmacia, dotata di un certo talento musicale con la chitarra e, dopo aver comprato un basso, i due si esibiscono come gruppo di spalla di una band locale che stava riscuotendo un certo successo spacciando per loro composizioni brani dei Wire che avevano scoperto in un raro album discografico. Il trucco viene scoperto. Finito il concerto, Angus torna a casa e qui arriva un poliziotto che gli annuncia la morte dei genitori in un incidente automobilistico. Non gli resta che chiamare al telefono il fratello per comunicargli la notizia. 

## Ambientazione
- Christchurch, Canterbury, Nuova Zelanda

## Festival
Il film è stato presentato nel 2024 nei seguenti festival:
- Festival Internazionale del Cinema di Rotterdam
- Festival del Cinema di Sydney
- Whānau Mārama: Festival Internazionale del Cinema della Nuova Zelanda
- Cannes Ecrans Seniors - Cinema des Antipodes
- Festival Internazionale del Cinema di Perth
- Festival Internazionale del Cinema di Melbourne